# Musca prodromaria
Musca prodromaria är en tvåvingeart som först beskrevs av Georg Wolfgang Franz Panzer 1804.  Musca prodromaria ingår i släktet Musca, ordningen tvåvingar, klassen egentliga insekter, fylumet leddjur och riket djur.
Artens utbredningsområde är Tyskland. Inga underarter finns listade i Catalogue of Life.